# Slanted (Film)
Slanted ist eine Science-FictionTragikomödie und das Spielfilmdebüt von Amy Wang. Der Film mit Shirley Chen und Mckenna Grace in der Rolle eines Teenagers vor und nach einer transrassischen Operation feierte im März 2025 beim South by Southwest Film Festival seine Premiere und wurde dort mit dem Hauptpreis im Spielfilmwettbewerb ausgezeichnet.

## Handlung
Joan Huang besucht die Highschool und versucht verzweifelt dazuzugehören. Der Teenager unterzieht sich daher einer experimentellen transrassischen Operation, die Joan in ein weißes, blondes, blauäugiges Mädchen verwandelt. Aus Joan wird Jo, und nun glaubt sie alles zu haben, um zur Ballkönigin gekürt zu werden. Davon hat sie schon geträumt, als sie in die Vereinigten Staaten gezogen sind.

## Produktion

### Filmstab
Regie führte Amy Wang, die auch das Drehbuch schrieb. Die chinesisch-australische Filmemacherin wuchs in der Nähe von Sydney auf und lebt in Los Angeles. Sie hat für Netflix die Drehbücher für From Scratch und The Brothers Sun geschrieben. Ihr Kurzfilm Unnatural gewann 2018 den Gold Young Director Award bei Cannes Lions International Festival of Creativity. Slanted ist ihr Spielfilmdebüt. Gemeinsam mit Mark Ankner, Trevor Wall und Adel Nur tritt Wang auch als Produzentin des Films in Erscheinung.

### Besetzung und Dreharbeiten
Die Hauptrollen wurden mit Shirley Chen und McKenna Grace besetzt, die Jo Hunt und Joan Huang spielen. Kristen Cui verkörpert die junge Joan zu Beginn des Films im Jahr 2015. Maitreyi Ramakrishnan spielt Joans coole, selbstbewusste beste Freundin Brindha und Fang Du und Vivian Wu ihren Vater und ihre Mutter. R. Keith Harris spielt Willie, den Leiter der Ethnos-Klinik, ein Weißer, der früher schwarz war. Amelie Zilber spielt Olivia, das beliebteste Mädchen von Joans Schule, mit der sie sich nach ihrer transrassischen Behandlung anfreundet. In einer weiteren Rolle ist Elaine Hendrix zu sehen.
Kameramann Ed Wu war zuletzt für Filme wie Ponyboi, Linoleum – Das All und all das und Mother of the Bride tätig.

### Filmmusik und Veröffentlichung
Shirley Song komponierte zuletzt die Musik für den australischen Spielfilm Five Blind Dates.
Die Premiere des Films fand am 8. März 2025 beim South by Southwest Film Festival statt. Im Mai 2025 wurde er beim Seattle International Film Festival gezeigt und im Juni 2025 beim Sydney Film Festival. Im September 2025 wird Slanted beim Fantasy Filmfest vorgestellt.

## Rezeption

### Kritiken
Bei Rotten Tomatoes sind 85 Prozent der aufgeführten Kritiken positiv.

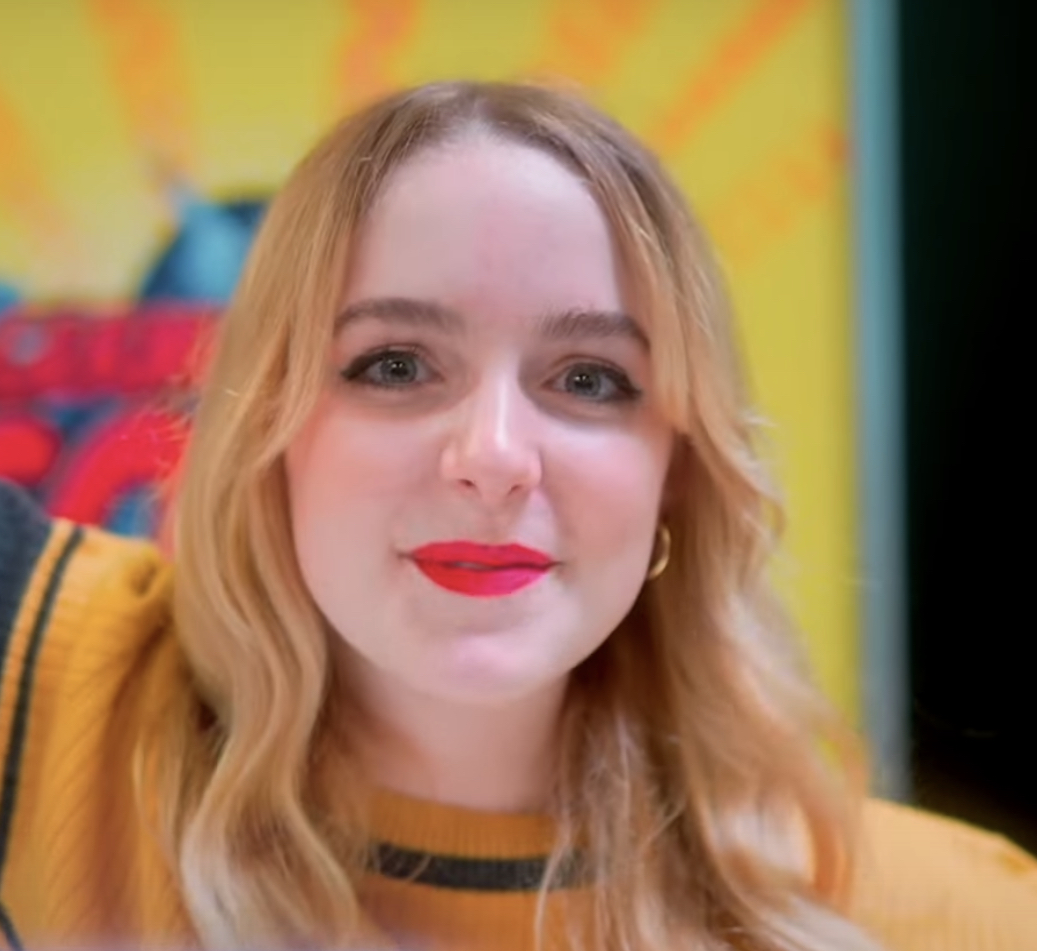
McKenna Grace spielt Jo Hunt

Jenny Nulf schreibt in ihrer Kritik im Austin Chronicle,  es gelinge Regisseurin Amy Wang in Slanted ziemlich gut, die bizarre und ausgefallene Prämisse auszubalancieren, und die Themen des Films seien ergreifend und würden zum Nachdenken anregen. Shirley Chen sei als Joan so charismatisch, dass es fast ein bisschen enttäuschend sei, wenn sie nach der Operation durch Mckenna Grace ersetzt werden muss, doch auch diese sei in ihrer Rolle sehr gut. Fang Du, der Joans Vater spielt, sei ein absolutes Vergnügen, und auch Vivian Wu, die ihre Mutter spielt, liefere eine komplexe und kraftvolle Darstellung. Slanted sei jedoch mehr als nur seine Darbietungen. Wangs Teenager-Dramedy sei vielleicht nicht perfekt, doch ein Coming-of-Age-Film über ein junges Mädchen müsse dies auch nicht sein.
Lovia Gyarkye beschreibt Slanted in ihrer Kritik für The Hollywood Reporter als eine packende Satire, die mit Body-Horror flirtet. Es gehe im Film um Themen wie Immigration und Assimilation und darum, wie die Entfremdung der Ersteren den grausamen Realitäten der Letzteren weicht. Slanted lege Vergleiche mit Coralie Fargeats The Substance, Mean Girls und Didi nahe und beziehe sich dabei, weil Joan glaubt, dass Weißsein ein glücklicheres Leben verspricht, auf George S. Schuylers Roman Black No More von 1931.

### Auszeichnungen
Seattle International Film Festival 2025
- Nominierung im New America Cinema Competition[11]

South by Southwest Film Festival 2025
- Auszeichnung im Narrative Feature Competition[16]